# Berisso
Berisso es la ciudad cabecera del partido homónimo de la provincia de Buenos Aires, Argentina. Esta localidad se encuentra a 6 km de distancia de La Plata, capital de la Provincia de Buenos Aires. También se encuentra a 57 km de su acceso más cercano a la Ciudad Autónoma de Buenos Aires y a 63 km hacia el sureste del centro de esta.

## Historia
La ciudad de Berisso nace como resultado de una localización industrial, su origen no es portuario como el de Ensenada, ni religioso como Magdalena, ni político como el de La Plata. Luego de una larga investigación histórica realizada en 1998, por el entonces concejal Dr. Oscar A. Alcoba, que concluye con la recopilación de un abundante material bibliográfico, se pone fin a una vieja polémica y el dato objetivo de esta lectura indica que el hito fundacional de Berisso fue el 24 de junio de 1871, día en que Juan Berisso inicia las obras del saladero San Juan. Es por ello que impulsado el proyecto de Ordenanza por Alcoba, es aprobado por el Concejo Deliberante de la ciudad de Berisso y promulgado con fecha 11 de diciembre de 1998, bajo el N.º 2247, en noviembre de 1998, se presenta un proyecto de Ley, en la que se reconoce como fecha de fundación de Berisso el 24 de junio de 1871 por Ley provincial N.º 12.440 del año 2000.

### Orígenes
La primitiva población se nucleó en torno de los primeros establecimientos fabriles en 1871, Juan Berisso inauguró el saladero "San Juan", ubicado al sur del pueblo de la Ensenada de Barragán, mientras que al año siguiente, Antonio Cambaceres puso en marcha otro saladero el "Tres de Febrero", al norte de Ensenada.
Entre los dos ocuparon 2.000 trabajadores de la carne, número que aumentó cuando el hermano de Juan, Luis Berisso abrió el saladero "San Luis" en 1879, en las inmediaciones del primero. Los saladeros y el rancherío adyacente formaron parte del pueblo de Ensenada, cabecera del Partido del mismo nombre, pero cuando Buenos Aires pasó de capital provincial a capital de la Nación, el gobierno de la Provincia tuvo que abandonar la ciudad porteña e instalarse en otro lugar, para tal fin se decidió crear una nueva capital, que sería La Plata.
"Los trabajos industriales en gran escala, fueron comenzados por Juan Berisso cuando asociado a Juan Solari y Thomas Vignale decidieron fundar un saladero. Con muy poco capital y gracias a una inteligente administración por parte de Juan Berisso, logran vencer las dificultades y salir adelante.
Compran a Ambrosio Lezica un gran terreno sobre el Riachuelo donde construyen su primer saladero y a continuación otro que ocupan hasta 1871, es decir hasta el traslado a Ensenada, en cumplimiento de la disposición oficial para evitar la repetición de la epidemia de la fiebre amarilla (atribuida en parte a los residuos arrojados por los saladeros al río) que ordena su traslado a terrenos fuera de la ciudad." (Los Berisso en Argentina)
La ley de 1882 que creó la nueva capital provincial dispuso que Ensenada y el rancherío contiguo a los saladeros "San Juan" y "San Luis" pasasen a integrar el partido de La Plata, de esta forma Ensenada perdió su condición de cabecera comunal.
Cuando se creó el Puerto de La Plata se dispuso la expropiación de una franja de terreno de 1200 m, desde el Río Santiago hasta los alrededores de La Plata, por considerársela de utilidad pública, de modo que Berisso quedó separado de Ensenada.
La actividad portuaria creó un clima de progreso e interés por las tierras, las contiguas al saladero San Juan se subdividieron, en 1887, loteándose bajo el nombre de Villa Banco Constructor.
A partir de 1895, los saladeros San Juan y San Luis pasaron a ser propiedad de la Sociedad Saturnino Unzué y los herederos de Solari y Vignale, terminando así la vinculación de Juan Berisso con la industria a la que diera origen. En 1906 se llevó a cabo el remate de los saladeros resultando compradora la Sociedad Unzué e hijos.
En 1909 se hizo lo mismo con las situadas frente al saladero y así comenzó a formarse un caserío sin ningún trazado urbanístico. Villa Banco Constructor permanece semibaldía hasta que con la instalación del primer frigorífico en 1911 denominado "La Plata Cold Storage", las tierras fueron ocupándose paulatinamente de trabajadores, en su mayoría inmigrantes, con sus familias reviviendo al poblado que ya comenzaba a llamarse Berisso.

### SigloXX
La Primera Guerra Mundial provocó una gran demanda de carnes, por lo que en 1915 se estableció otro frigorífico, el "Armour". Un año después La Plata Cold Storage pasó a llamarse "Swift".
Entre 1916 y 1930 se producen nuevos loteos y parcelamientos de tierras, incluyendo el anegadizo Bañado Maldonado.
En 1922 se crea la Destilería YPF, importante fuente de trabajo que produce la diversificación de la actividad socioeconómica, que hasta ese momento se remitía a los frigoríficos. Las corrientes migratorias europeas, de principios de siglo y de posguerra, se asentaron en gran medida en Berisso.
La presencia de los frigoríficos, el puerto, la destilería y posteriormente la hilandería ("The Patent Knitting CO luego Cooperativa Textil Argentina), fueron generando un polo de desarrollo, afianzándose con la instalación de los Astilleros Río Santiago, las industrias petroquímicas y la cercana Propulsora Siderúrgica. Todo ello dio fisonomía propia a Berisso, que reclamó y obtuvo su autonomía municipal.
En el año 1945 en la ciudad de Berisso, encabezados por Cipriano Reyes y María Bernabitti de Roldán, comienzan a marchar los primeros manifestantes obreros (muchos trabajadores de los frigoríficos de Berisso, unidos a manifestantes de La Plata, Avellaneda, Lanús, Banfield, Quilmes, San Martín, llegando a la cifra cercana al millón de personas) en busca de la liberación de Perón. La marcha comienza el día 16 de octubre debido a la decisión del general Ávalos que pidió a Edelmiro J. Farrell (presidente hasta ese momento de la Nación Argentina) que destituyese a Perón, señalándolo como la eminencia gris del gobierno. Perón fue detenido y llevado a la Isla Martín García, y luego al Hospital Militar. La marcha continuó hasta llegar a Plaza de Mayo en la mañana del 17 de octubre, día que pasaría a la historia de la Nación Argentina como el Día de la Lealtad. Actualmente cada año se realiza un acto conmemorativo en la calle Nueva York de donde partieron, lo que se denomina el "Kilómetro 0 del Peronismo"

### Autonomía Municipal

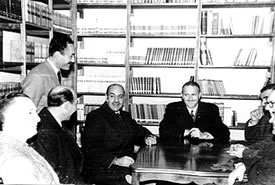
Comisión Popular Pro Autonomía Municipal de Berisso - 1956

El 31 de julio de 1956 se conforma la Comisión Popular Pro Autonomía Municipal. La convocatoria había sido efectuada por la Asociación Amigos de Berisso, invitando a todas las entidades de Bien Público para promover un movimiento Pro-Autonomía con el objetivo de que Berisso ya no sea parte del Gran la Plata y pase a ser una ciudad autónoma. De ese encuentro participaron 16 delegados de entidades, entre las que se encontraban: el Ital Club, Asociación Ucrania Prosvita, Centro de Fomento Barrio Obrero, Centro de Fomento Camoatí, Hogar Bielorruso, Centro de Fomento Villa Banco Constructor, Honor y Patria, Centro de Fomento Tambor de Tacuarí, Bomberos Voluntarios, Centro de Estudiantes y Egresados, Fortín Gaucho, Rotary Club, Centro Comercial, Club Social y Deportivo Vértigo y Biblioteca Aristóbulo del Valle, además de la convocante Asociación Amigos de Berisso.
En agosto, los integrantes de la Comisión Popular elaboraron un documento en el que detallaban la conformación de una comisión vecinal con el fin de alcanzar la autonomía de la ciudad y convocaban a las instituciones a sumarse a este movimiento.
El trabajo fue arduo y constante, debatiéndose los pasos a seguir en asambleas populares abiertas, que el 3 de abril de 1957 alcanzaron su cometido con el Decreto Ley N.º 4.656 de la Provincia de Buenos Aires a cargo del interventor Coronel Emilio Bonecarrere, que dictaminaba la creación del Partido de Berisso, nombre del que fuera fundador de la primera industria local. El Gobierno de la Provincia de Buenos Aires dictaminó que la Comisión debía elevar una lista con tres postulantes para ser designado Comisionado, por lo que se decidió proponer los nombres de Rafael Ferrer, Luis De Santis y Raúl Filgueira. El elegido es este último hasta el 1 de mayo, donde traspasa el mando al primer intendente electo de la ciudad Edgar Aschieri.
Ese mismo año se fijaron en forma provisoria los límites del partido de Berisso, los que recién fueron establecidos definitivamente en 1977.

## Intendentes y comisionados
Desde el año 1919 hasta 1957 el gobierno comunal fue representado por los delegados: Esteban Solari (8/19 al 9/30); Vicente Damonte (1/31 al 11/34); Vicente Acuña (1/35 al 7/43); Jorge Díaz (2/44 al 10/47); Evaristo Anselmino (10/47 al 4/48); Miguel Flores (1/50 al 6/52); Nicolás Egidio Nuccetelli (a cargo, 1/53 al 4/55); Ramón Rodríguez (5/55 al 8/55); Nicolás Egidio Nuccetelli (a cargo, 9/55 al 10/55); Pedro Pereyra Echeverri (11/55 al 7/57).
Lograda la autonomía y asegurados los recaudos funcionales para la instalación de las autoridades, éstas pueden comenzar su ejercicio recién el 10 de enero de 1958, la intendencia de Berisso es dirigida por Raúl Filgueira (primer comisionado), que está al frente desde el 12 de julio de 1957 al 30 de abril de 1958.
En los años sucesivos la seguirán dirigiendo:
- Edgar Enrique Aschieri, intendente electo por el pueblo (5/58 al 7/62)
- Héctor Lauri, comisionado de facto (7/62 al 12/62)
- Comodoro Espinosa Viale, comisionado de facto (5/63 al 10/63)
- Andrés Bruzzone, intendente electo por el pueblo (10/63 al 7/66)
- Capitán de Fragata (RE.) Santiago Bassani, intendente de facto (7/66 al 9/72)
- Dr. Horacio Urbanski, intendente de facto (9/72 al 5/73)
- Jorge Matkovic, intendente electo por el pueblo, depuesto por el golpe militar (5/73 al 3/76)
- Capitán de Corbeta Alfredo Fariña, intendente de facto (3/76 al 6/76)
- Comisario General Ricardo Cersésimo, intendente de facto (6/76 al 9/80)
- Arq. Roberto Arún, intendente de facto (9/80 al 12/83)
- Ing. Carlos Alberto Nazar, intendente electo por el pueblo (12/83 al 12/87)
- Dr. Juan Enrique Nadeff, intendente electo por el pueblo, mandato interrumpido. (12/87 al 11/90)
- Rubén Darío González Primer concejal. Asume como intendente al interrumpir(de FACTO) el mandato Juan Enrique Nadeff. (11/90 al 12/91)
- Eugenio Juzwa, intendente electo por el pueblo (12/91 al 12/95)
- Néstor Juzwa, intendente electo por el pueblo (12/95 al 12/03)
- Enrique Slezack, intendente electo por el pueblo (2003 al 2015)
- Jorge Gabriel Nedela, intendente electo por el pueblo (2015 al 2019)
- Fabián Cagliardi, intendente electo por el pueblo (2019 - actualidad)

## Geografía
Ubicación Geográfica

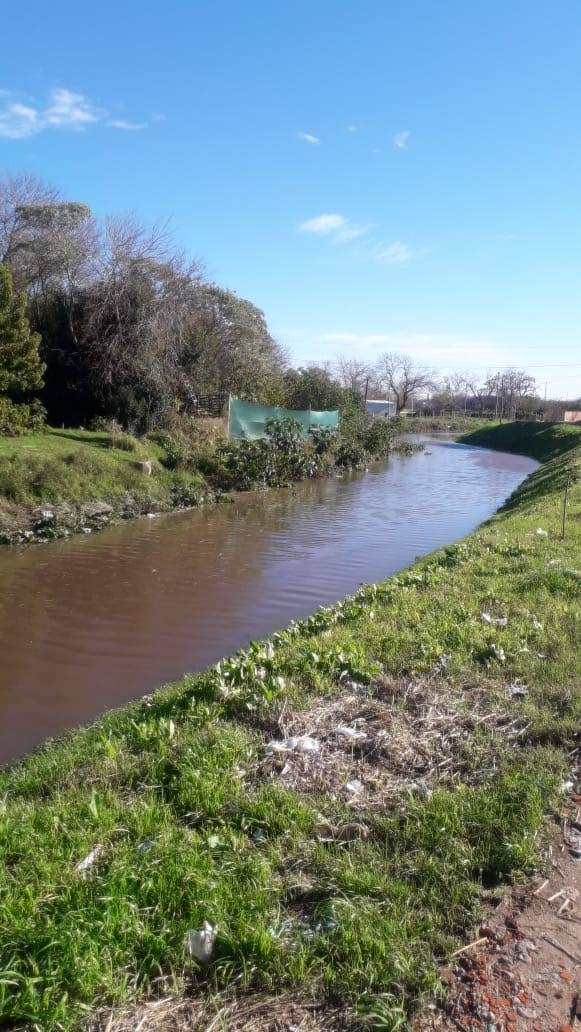
Humedales berissenses

Se encuentra a 7 km de la capital provincial (La Plata).
Al N.O limita con el Gran Dock del Puerto La Plata que lo separa de la ciudad de Ensenada. Su borde N.E. es el Río de La Plata que cubre una costa de 22 km. La ciudad de La Plata constituye su límite S.O. mientras que el partido de Magdalena conforma la demarcación S.E. Se encuentra a una distancia aproximada de 70 kilómetros de la Ciudad Autónoma de Buenos Aires.
Su superficie es de 143,59 km².
Población
El nombre Berisso ha alcanzado cierta difusión en Argentina. Con el correr de los años se han multiplicado los descendientes de los primeros Berisso que arribaron al país. Esta populosa ciudad y también Partido de la Provincia de Buenos Aires ha adoptado el nombre. Por ello, más de 70.000 personas hoy se denominan berissenses. Se encuentra en el límite del conglomerado de la ciudad de La Plata. Es un municipio de aproximadamente 88.123 habitantes, con una densidad de población de 655 hab./km² según el censo 2010.
Humedales
Arroyo Maldonado, Delta del Monte de la isla Paulino del Río Santiago y arroyo Saladero.
Sismicidad
La región responde a la «falla de Punta del Este», con sismicidad baja; y su última expresión se produjo el 30 de noviembre de 2018 (6 años), a las 10:27 UTC-3, con una magnitud de 3,8 en la escala de Richter.
Área de: Tormentas severas, poco periódicas. Baja sismicidad, con silencio sísmico de 2 años.

## Capital Nacional y Provincial del Inmigrante
El 20 de febrero de 1978, el Secretario "de facto" de Obras y Servicios Públicos, Ignacio García, quien se encontraba a cargo de la Intendencia Municipal (de facto), le envía una nota al Secretario de Asuntos Municipales, Cnel. (R) Arturo E. Pellejero, a efectos de solicitarle la promulgación de un decreto provincial, que declare a la ciudad de Berisso como "Capital Provincial del Inmigrante". Esta petición se basa en la significación que tuvieron los inmigrantes dentro del accionar comunitario, que con su esfuerzo y lealtad contribuyeron al engrandecimiento del Partido de Berisso.

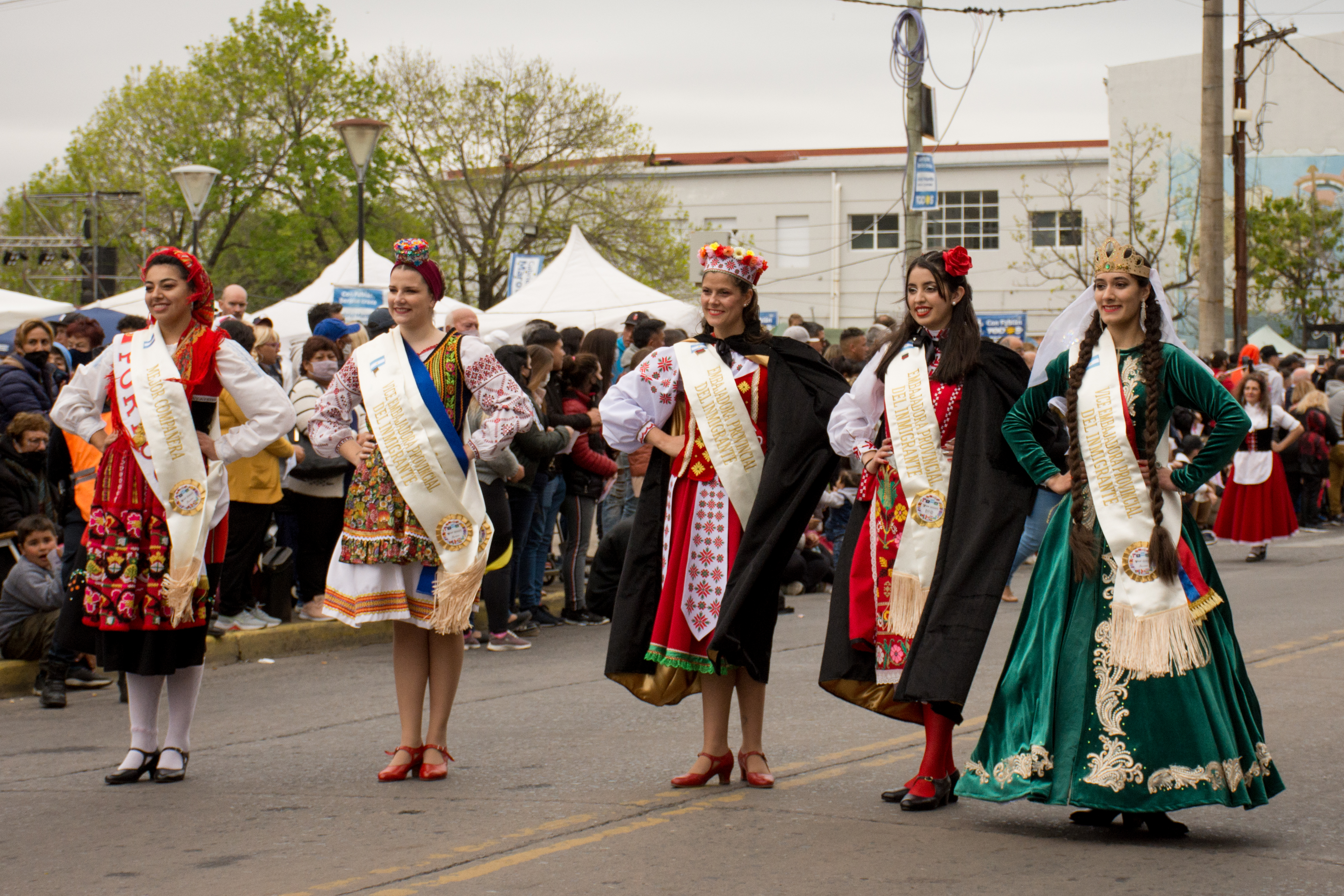
Embajadoras Culturales de la 44° Fiesta Provincial del Inmigrante en Berisso (2021)

Así el 28 de marzo de 1978, el gobernador-delegado de Bs. As. de facto Ibérico Saint Jean, sanciona el Decreto n.º 438 declarando al Partido de Berisso "Capital Provincial del Inmigrante", ratificado por Ley de la Provincia de Buenos Aires N.º 12.913 del año 2002.
A partir de ese año, en septiembre se lleva a cabo la primera edición de la "Fiesta del Inmigrante", durante la cual se realizan distintas actividades, a saber: festivales artísticos, decoración de vidrieras de los negocios ubicados sobre la Av. Montevideo con artesanías de las distintas colectividades, elección de la reina del inmigrante y como cierre un desfile sobre la Av. Montevideo en el que participan no solo las colectividades asentadas en Berisso, sino también los centros tradicionalistas, carrozas y colectividades de localidades vecinas.
Desde el año 2017 no se utiliza más el término de reina entre las postulantes de las distintas colectividades, denominándose Embajadoras Culturales en consonancia con diferentes proyectos para evitar estereotipos y ponerse a tono con la lucha contra la violencia de género al evitar la cosificación de la mujer. La elección de la embajadora cultural y las dos viceembajadoras se basa en que represente la cultura de su colectividad en cuanto baile, historia e idioma, traje típico y la presencia escénica para que represente a la ciudad en diferentes eventos culturales y políticos.

### Colectividades extranjeras
La ciudad de Berisso se ha caracterizado desde fines del siglo XIX y principios del siglo XX por la gran afluencia de inmigrantes que recibió así como por la heterogeneidad de los mismos. Según la Asociación de Entidades Extranjeras (AEE), hay colectividades organizadas de inmigrantes y descendientes de: albaneses, alemanes, sirio-libaneses, armenios, bielorrusos, búlgaros, caboverdianos, checos, eslovacos, españoles, griegos, irlandeses, italianos, judíos, lituanos, polacos, portugueses, ucranianos, yugoslavos (croatas, eslovenos, macedonios, montenegrinos, serbios).
Berisso nace en 1871 cuando Juan Berisso instala, en el predio que hoy ocupa el Centro Cívico, el saladero de carnes San Juan. Había llegado a Buenos Aires en 1848 procedente de Lavagna, Italia. Vino solo, sin parientes ni amigos que lo esperaran. No tenía dinero y su único capital era su juventud (15 años) y su voluntad de trabajar. Con la instalación de los saladeros, la construcción de la ciudad y el puerto de La Plata, el lugar se transforma en la meta de muchos inmigrantes a fines del siglo XIX y se intensifican al comenzar el siglo XX con la puesta en marcha de los grandes frigoríficos. Pueblos asolados por la miseria y el peligro de la guerra buscaron reconstruir sus vidas en este nuevo país. Pero era imposible dejar atrás el pasado, olvidar las costumbres o sus parientes que quedaron en la tierra de origen. La necesidad de mantener sus tradiciones y al mismo tiempo prestarse ayuda mutua entre paisanos, los lleva a reunirse fundando clubes o entidades en donde poder expresarse.

#### Surgimiento de las distintas colectividades
1907 Se funda la Sociedad Albanesa. Inmigración albanesa en Argentina
 1909 La colectividad lituana funda la Sociedad Mutual Vargdienis, luego Némunas.
 1911 Los griegos se congregan en torno a la Fraternidad de los Chios Adamandios Corais que con el tiempo se transforma en la actual Colectividad Helénica y Platón.
 1913 Surge la Unión Polaca, que reúne a inmigrantes de ese origen.
 1915 Se crea la Sociedad San Patricio de la colectividad irlandesa.
 1917 Surge la Sociedad Islámica que unida a otras entidades árabes dan lugar al actual Hogar Árabe Argentino.
 1918 Se funda la Sociedad Italiana.
   1924 Surgen simultáneamente la Sociedad Ucraniana Prosvita y la Sociedad Armenia. También se organiza la Colectividad Alemana, que llega a tener sede y escuela en Villa Argüello.
  1925 Los inmigrantes checos fundan el Hogar Checoeslovaco Domov. Simultáneamente, se organiza la Colectividad Inglesa con la Hilandería.
 1928 Surge la sociedad Vostok, de origen bielorruso.
  1931 Los lituanos fundan la Sociedad Mindaugas, en homenaje al rey homónimo. Paralelamente, nace el club eslovaco Stefanic.
 1932 Los inmigrantes búlgaros fundan la sociedad Kiril y Metodio, que en 1955 es rebautizada con el nombre de Ivan Vazov.
 1933 Los ucranianos fundan la Sociedad Renacimiento.
 1937 Reaparece la Colectividad Española, fundada en 1915 pero momentáneamente desaparecida.
Como resultante de toda esta activa presencia extranjera, en 1977 surge la Federación de Entidades Extranjeras que comienza a organizar la "Fiesta del Inmigrante". Bajo la denominación Asociación de Entidades Extranjeras (AEE) se funda formalmente el 28 de noviembre de 1978
Actualmente la AEE nuclea todas las colectividades asentadas en la ciudad, incluyendo aquellas que provienen de países limítrofes:
- 1.	Albania
- 2.	Alemania
- 3.	Países Árabes
- 4.	Armenia
- 5.	Bielorrusia
- 6.	Bulgaria
- 7.	Cabo Verde
- 8.	Colombia
- 9.	Croacia
- 10. Eslovaquia
- 11. Eslovenia
- 12. España
- 13. Francia
- 14. Grecia
- 15. Irlanda
- 16. Italia
- 17. Israel
- 18. Lituania
- 19. México
- 20. Paraguay
- 21. Perú
- 22. Polonia
- 23. Portugal
- 24. Ucrania
- 25. Uruguay
- 26. Yugoslavia

## Símbolos

### Bandera
En el año 2003 se efectuó un llamado abierto a la comunidad para presentar proyectos de diseños para designar una Bandera que identifique al Distrito. Fueron cuatro los trabajos que se presentaron y fueron votados por los vecinos que visitaron la muestra “Berisso se Expresa” que se desarrolló en las instalaciones del Gimnasio municipal.
El diseño elegido fue presentado por la joven Marilina Hortel y en un acto llevado a cabo el 5 de diciembre de 2003 en el Parque Cívico, se izó por primera vez la insignia local.
Elementos constitutivos y función simbólica de los colores expresan la historia de la ciudad.

### Escudo
El 13 de julio de 1967, por Decreto N.º 593 se llamó a concurso público promoviendo la presentación de proyectos para diseñar el Escudo de la ciudad. Así, por el Decreto 632 del 29 de septiembre de 1967 se adoptó como Escudo de la ciudad de Berisso el proyecto presentado por Luis Sixto Romano, bajo el seudónimo “las 14”.

## Himno oficial
El Concejo Deliberante de Berisso llamó en 1990 a un concurso público para seleccionar la letra del Himno, conformándose un jurado integrado por Hilda Morgada, Mariano García Izquierdo, Héctor Fabris, Julio Coronel y René Velásquez.
Como resultado el primer puesto fue para Aníbal Guaraglia, el segundo para Pascual Felli y el tercero para Juan Lupac; y un año después se promulgó una ordenanza que estableció que la música del Himno fuera la compuesta por el músico Carlos Sosa.
Letra del himno oficial (por Aníbal Guaraglia) 
Hija del río
adolescente y bella,
te enviaron amores
el hambre y la guerra.
Te dio su apellido Juan,
aquel pionero,
que trajo la industria
de los saladeros.
En todos los idiomas
te pidieron pan.
En todos los idiomas
te pidieron paz.
Distintos colores
de piel y banderas,
iguales deseos
de una vida nueva.
Berisso, barro
monte y esperanza...
fábrica y obreros
puerto, barco y añoranza.
Cautivaste a todos
tú, dulce muchacha,
sembraron tu vientre
con pequeñas patrias.
Maduro en tu seno
ese fruto nuevo
y diste a luz niños
de todos los pueblos.
Tu amor es ejemplo
para los humanos
no importa el origen

¡son todos hermanos!

## Deportes
Los dos equipos de fútbol más destacados de Berisso son el Club Atlético Villa San Carlos, que milita actualmente en la B Metropolitana de la Asociación del Fútbol Argentino y el Club Atlético Estrella de Berisso, en Primera División "A" de la Liga Amateur Platense de fútbol; dos equipos representativos de vóley CEyE (Centro de Estudiantes y Egresados) y CRES (Centro de Residentes Santiagueños); cuatro equipos de básquet (Club Atlético Villa San Carlos, Hogar Social de Berisso, CEyE y Club Atlético Estrella de Berisso) y un equipo de Rugby Berisso Rugby Club, en Cuarta División de la URBA. Berisso es además un gran centro de actividad náutica, donde se practica el canotaje, el kayakismo, el velerismo, entre otros. Dentro de la oferta náutica berissense se encuentra el Club Náutico de Berisso, el Yatch Club La Plata, los astilleros Martinolli y Marina del Sur, el CEF 67, y la empresa de ecoturismo Berisso Kayak.

## Cultura y fiestas
El partido de Berisso cuenta con varias fiestas, entre las cuales se pueden citar:
- Fiesta del Isleño (marzo)
- Conmemoración de la Autonomía Municipal de Berisso (3 de abril)
- Fiesta de la Calle Nueva York (meses de abril o mayo)
- Fiesta y Concurso de Pesca del Pejerrey (mayo)
- Fiesta Patronal María Auxiliadora (24 de mayo)
- Aniversario de la Fundación de la Ciudad (24 de junio)
- Fiesta del Vino de la Costa (julio)
- Chocolate para los Lobitos (Fiesta del día del niño de la Filial Gimnasista Berisso, representante del Club de Gimnasia y Esgrima La Plata en la ciudad).
- Fiesta Provincial del Inmigrante (septiembre)
- 17 de octubre Día de la Lealtad Peronista en Calle Nueva York (octubre)
- Fiesta Provincial y Concurso de Pesca de la Corvina (octubre)
- Fiesta de los Provincianos (noviembre)

## Educación[17]
Inspección Primaria de Berisso
Red de 21 Escuelas Primarias de Berisso:
- EP N.º 1 "Mariano Moreno"
- EP N.º 2 "Juan Bautista Alberdi"
- EP N.º 3 "Hipólito Yrigoyen"
- EP N.º 4 "Manuel Belgrano"
- EP N.º 5 "República Árabe Siria"
- EP N.º 6 "Gabriela Mistral"
- EP N.º 7 "General Enrique Mosconi"
- EP N.º 8 "Martín Miguel de Güemes"
- EP N.º 9 "América"
- EP N.º 10 "José de San Martín"
- EP N.º 14 "20 de Junio"
- EP N.º 15 "Paula Albarracín de Sarmiento"
- EP N.º 17 "Ignacio Gorriti"
- EP N.º 18 "Domingo Faustino Sarmiento"
- EP N.º 19 "Santiago del Estero"
- EP N.º 20 "República de Indonesia"
- EP N.º 21 "Rosario Vera Peñaloza"
- EP N.º 22 "Independencia del Perú"
- EP N.º 23 "Coronel Hipólito Bouchard"
- EP N.º 24 "Dardo Rocha"
- EP N.º 25 "Crucero General Belgrano"
- EES N.º 4 "Ernesto Che Guevara"